# Bengt Westman (ämbetsman)
Karl Bengt Westman, född den 15 maj 1916 i Linköping, död den 19 december 2011 i Arvika, var en svensk ämbetsman.
Westman avlade studentexamen i Halmstad 1936 och juris kandidatexamen vid Uppsala universitet 1942. Han genomförde tingstjänstgöring i Hallands södra domsaga 1942–1944 och var anställd vid advokatkontor och hypoteksförening 1944–1945. Westman blev extra länsbokhållare vid länsstyrelsen i Värmlands län 1946, förste taxeringsinspektör vid länsstyrelsen i Blekinge län 1952, länsassessor i Värmlands län 1959, biträdande taxeringsintendent där 1961, förste länsassessor i Värmlands län 1971, kammarrättsråd och vice ordförande på avdelning i Kammarrätten i Göteborg 1972. Han blev länsråd i Kronobergs län 1973 och var lagman i Länsrätten i Kronobergs län 1979–1983.